# Waltraut Antonov

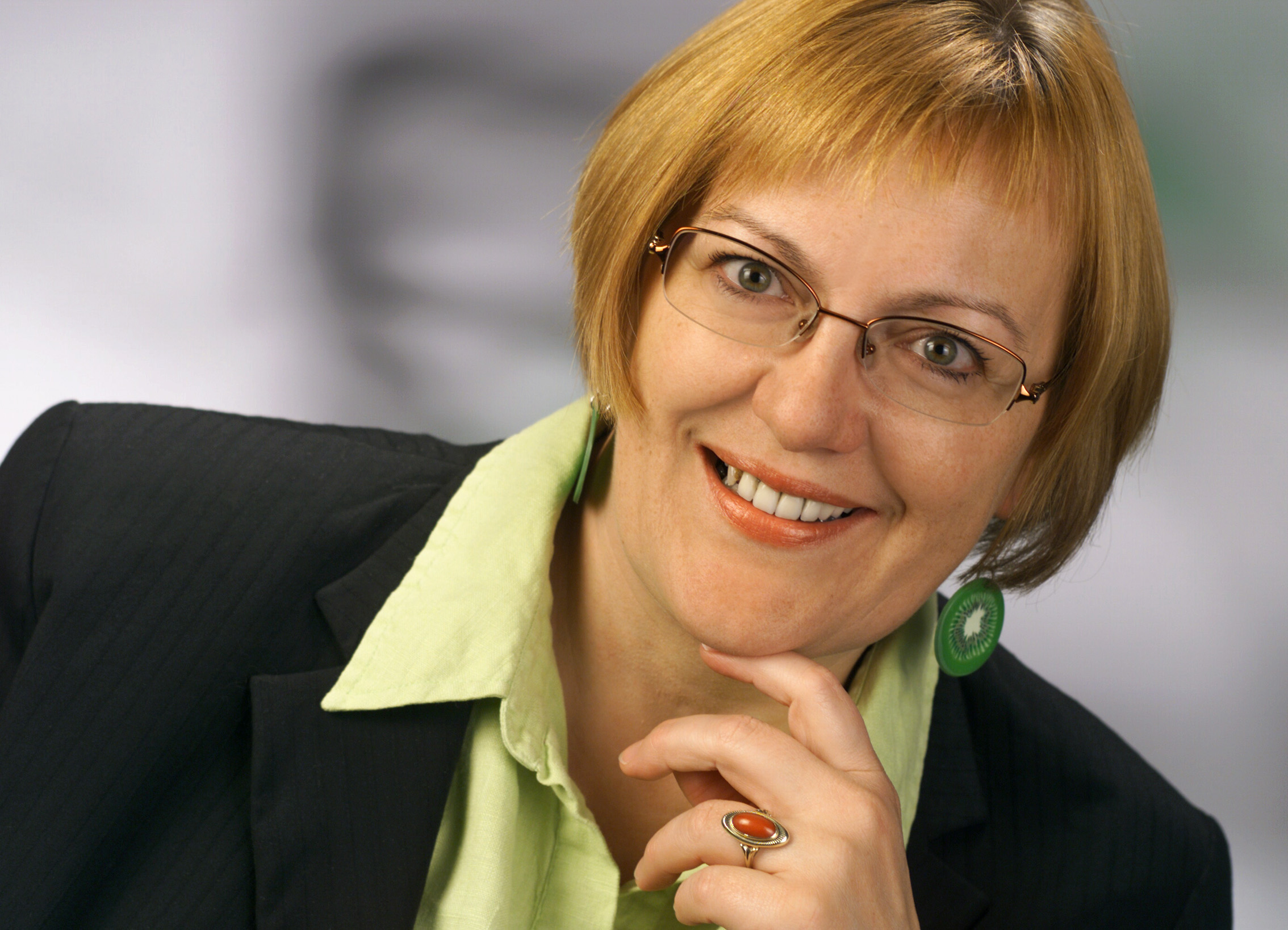
Waltraut Antonov

Waltraut Antonov (* 3. Juni 1959 in Graz) ist eine österreichische Politikerin (Grüne). Sie war zwischen 2005 und 2010 Abgeordnete zum Landtag und Mitglied des Wiener Gemeinderats.

## Ausbildung und Beruf
Waltraut Antonov besuchte das Bundesgymnasium Leoben, wo sie 1977 maturierte. Sie begann im Anschluss ein Lehramts- und Dolmetschstudium für Französisch und Russisch und absolvierte 1982 bis 1983 einen Studienaufenthalt in der Sowjetunion. 1984 schloss sie ihr Studium mit dem Magister-Grad ab. Sie absolvierte 1986 bis 1987 den Exportlehrgang an der Wirtschaftsuniversität Wien, ist Dolmetscherin und Übersetzerin für Russisch und akademisch geprüfte Exportkauffrau.
Antonov arbeitete 1984 bis 1986 als Dolmetscherin in der Außenhandelsstelle Moskau der Österreichischen Bundeswirtschaftskammer, wechselte danach bis 1991 als Osteuropareferentin in die Marketingabteilung von Waagner Biro und ist seit 1991 in verschiedenen Handelsfirmen als Exportkauffrau und Sales Managerin tätig.

## Politik
Antonov war zwischen 2001 und 2005 Bezirksrätin in Rudolfsheim-Fünfhaus und ab 2002 zudem Klubobfrau. Von November 2005 bis November 2010 vertrat sie die Grünen im Wiener Landtag und Gemeinderat. Sie war Kontrollsprecherin der Wiener Grünen und Vorsitzende im Wiener Kontrollausschuss. Danach war Antonov von November 2010 bis Juni 2013 wieder als Bezirksrätin in Rudolfsheim-Fünfhaus tätig. Seit 2012 ist sie Vorsitzende der Bezirkekonferenz der Wiener Grünen.

## Privates
Waltraut Antonov ist verheiratet. Sie hat eine Tochter (* 1993) und einen Sohn (* 1994).